# Utricularia flaccida
Utricularia flaccida — вид рослин із родини пухирникових (Lentibulariaceae).

## Середовище проживання
Зростає у східній Бразилії — Сеара, Сержипі, Байя.